# غيلبرتو (لاعب كرة قدم مواليد 1989)
غيلبرتو (بالبرتغالية: Gilberto Oliveira Souza Junior‏) هو لاعب كرة قدم برازيلي في مركز الهجوم، ولد في 5 يونيو 1989 في بيراناس في البرازيل. لعب مع جمعية بورتوغيزا الرياضية وشيكاغو فاير ونادي إنترناسيونال ونادي باهيا ونادي تورونتو ونادي سبورت ريسيفه ونادي فاسكو دا غاما ونادي الوصل الإماراتي.

## وصلات خارجية
- غيلبرتو (لاعب كرة قدم) على موقع اتحاد تركيا (لاعب) (الإنجليزية)
- غيلبرتو (لاعب كرة قدم) على موقع الدوري الأمريكي (الإنجليزية)
- غيلبرتو (لاعب كرة قدم) على موقع قاعدة بيانات كرة القدم.إي يو (الإنجليزية)
- غيلبرتو (لاعب كرة قدم) على موقع Soccerbase.com (لاعب) (الإنجليزية)
- غيلبرتو (لاعب كرة قدم) على موقع Soccerway.com (الإنجليزية)
- غيلبرتو (لاعب كرة قدم) على موقع عالم كرة القدم.نت (الإنجليزية)
- غيلبرتو (لاعب كرة قدم) على موقع AS.com (الإسبانية)